# Omeisaurus changshouensis
Omeisaurus changshouensis es una especie dudosa del género extinto Omeisaurus ("lagarto de Omei") de dinosaurio saurópodo eusaurópodo que vivió a finales del período Jurásico, hace aproximadamente entre 163 millones de años, en el Oxfordiense, en lo que es hoy Asia. Omeisaurus changshouensis fue nombrado por Young en 1958. Su espécimen tipo es IVPP V.930, un esqueleto parcial. Su localidad tipo es Moutzenhan, que se trata de una lutita y arenisca terrestre de la Formación Shangshaximiao de China. Fue recombinado como Mamenchisaurus changshouensis por Zhang y Chen en 1996. Martin-Rolland en 1999 lo sinonió subjetivamente con Omeisaurus junghsiensis. Fue considerado un nomen dubium por Upchurch et al.. en 2004.